# Paul-Émile Côté
Pour l’article homonyme, voir Côté (homonymie).
Paul-Émile Côté (9 septembre 1909-3 juin 1970) est un avocat et homme politique fédéral du Québec.

## Biographie
Né à Montréal, M. Côté devient député du Parti libéral du Canada dans la circonscription fédérale de Verdun en 1940. Réélu en 1945, dans Verdun—La Salle en 1949 et en 1953. Il démissionna en 1953 pour accepter un poste de juge à la Cour supérieure du Québec.
Durant sa carrière politique, il fut adjoint parlementaire du ministre du Travail de 1947 à 1953.